# Península Meta Incognita

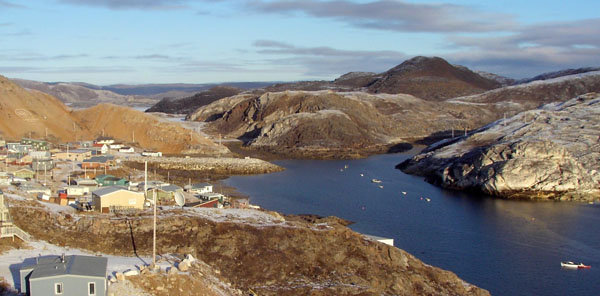
Kimmirut, a la península Meta Incognita, el 2006.

La península Meta Incognita és una península que es troba a l'extrem sud de l'illa de Baffin, a la regió Qikiqtaaluk de Nunavut, Canadà. Es troba limitada entre l'estret de Hudson, a l'oest, i la badia de Frobisher, a l'est. El llogaret de Kimmirut es troba a la costa nord-oest de la península.

## Història
En el segon viatge que Martin Frobisher va fer a la recerca del Pas del Nord-oest, el juliol de 1577, reclamà aquestes terres en nom de la reina Elisabet I d'Anglaterra. La Reina va anomenar la zona com a Meta Incognita, en llatí "els límits desconeguts." En el seu darrer viatge a la zona, el 1578, es planejà l'establiment d'una colònia permanent a la zona.